# Sonates pour violoncelle de Saint-Saëns
Pour les articles homonymes, voir Sonate pour violoncelle et piano.
Camille Saint-Saëns a écrit trois sonates pour violoncelle et piano, son op.32, son op. 123 et la dernière en ré majeur dont seuls les deux premiers mouvements nous sont parvenus. Elle ne porte pas de n° d’opus.
Il a toujours été sensible aux sonorités de cet instrument pour lequel il a consacré, outre ces deux sonates, deux concertos ainsi que sa célèbre partie soliste du chant du cygne extrait de son Carnaval des animaux. Il a écrit également d'autres petites pièces pour violoncelle et piano dont une romance op. 51 et des Mélodies du Japon.

## Sonate pour violoncelle et pianono1enut mineurop. 32
Il s'agit de la première sonate de Saint-Saëns pour cordes et piano. Elle a été écrite la même année que son Premier concerto pour violoncelle. Le manuscrit est daté du 31 décembre 1872.
La création a eu lieu le 26 mars 1873 à Paris avec Johann Reuchsel au violoncelle et le compositeur au piano.
Elle comporte trois mouvements et son exécution demande environ vingt minutes.
- Allegro
- Andante tranquillo sostenuto
- Allegro moderato

## Sonate pour violoncelle et pianono2enfa majeurop.123
Elle a été écrite en 1905, soit plus de trente ans après la précédente.
Elle comporte quatre mouvements et son exécution demande environ une demi-heure. Elle est dédiée à son ami violoncelliste Jules "Tergis" Griset.
- Maestoso largamente
- Scherzo con variazioni
- Romanza
- Allegro ma non troppo grazioso

## Sonate pour violoncelle et piano n° 3 en ré majeur
Cette dernière sonate fut composée de 1913 à 1919. Elle est dédiée au violoncelliste Joseph Hollman. Elle est restée inédite et ne comporte pas de n° d'opus. Elle est achevée mais seul le premier mouvement nous est parvenu dans on intégralité, le deuxième s'arrête au milieu d'une phrase, au bas d'une page.
- Allegro animato
- Andante sostenuto

## Discographie
- Intégrale des 3 Sonates pour violoncelle et piano, Pauline Bartissol, violoncelle, Laurent Wagschal, piano. 3 CD Ad Vitam records 2021